# Preto
O preto é a cor mais escura, sendo o resultado da mistura de todas as cores (teoria de cores) ou bem, o resultado da falta parcial ou completa da luz. É o oposto exato do branco (ausencia de côr por refletir a mistura do espectro luz visível), absorvendo todas as cores de luz e por tanto acumulando mais energia (teoria física da luz), por esta razão os materiais pretos são mais quentes). Como o branco e o cinza, é uma cor acromática, literalmente, uma cor sem cor ou matiz. É uma das quatro cores primárias do modelo de cores CMYK, juntamente com o ciano, amarelo e o magenta, utilizado na impressão de cores para produzir as demais cores.
No Império Romano, foi nomeada como cor de luto, e no decorrer dos séculos, é frequentemente associada à morte e magia. De acordo com pesquisas provenientes da Europa e da América do Norte, a cor é em grande parte associada ao luto, ao fim, aos segredos, força e elegância.
Nanotubo de carbono é o material mais escuro. Ele absorve mais de 99.995% da luz, de qualquer ângulo.

## Usos simbólicos do preto
- No Oriente Médio, o preto representa o nascimento, morte e o mistério.
- Nas culturas latinas, o preto representa a masculinidade e a lamentação.
- Nas culturas orientais e asiáticas, a cor representa a masculinidade, a saúde, a riqueza, e a prosperidade.
- No Mundo Ocidental, o preto representa o fim, a morte, o luto, a formalidade e a lamentação. O preto também é considerado como poder e força.

## Sensações acromáticas
A cor preta sugere: silêncio, morte, poder, tristeza, negação, dor, angústia, introspecção e favorece a autoanálise. Quando brilhante, confere nobreza, distinção, elegância, masculinidade.